# Міддлсекс (Нью-Йорк)
Міддлсекс (англ. Middlesex) — місто (англ. town) в США, в окрузі Єйтс штату Нью-Йорк. Населення — 1377 осіб (2020).

## Демографія
Згідно з переписом 2010 року, у місті мешкало 1495 осіб у 581 домогосподарстві у складі 428 родин. Було 989 помешкань
Расовий склад населення:
| - 98,3 % — білих - 0,6 % — азіатів - 0,3 % — чорних або афроамериканців - 0,1 % — корінних американців |

До двох чи більше рас належало 0,6 %. Частка іспаномовних становила 0,4 % від усіх жителів.
За віковим діапазоном населення розподілялося таким чином: 21,9 % — особи молодші 18 років, 64,8 % — особи у віці 18—64 років, 13,3 % — особи у віці 65 років та старші. Медіана віку мешканця становила 45,3 року. На 100 осіб жіночої статі у місті припадало 99,6 чоловіків;  на 100 жінок у віці від 18 років та старших — 97,5 чоловіків також старших 18 років.
Середній дохід на одне домашнє господарство  становив 75 560 доларів США (медіана — 62 000), а середній дохід на одну сім'ю — 78 106 доларів (медіана — 66 250). Медіана доходів становила 43 594 долари для чоловіків та 35 000 доларів для жінок. За межею бідності перебувало 10,4 % осіб, у тому числі 14,2 % дітей у віці до 18 років та 4,9 % осіб у віці 65 років та старших.
Цивільне працевлаштоване населення становило 669 осіб. Основні галузі зайнятості: освіта, охорона здоров'я та соціальна допомога — 31,4 %, роздрібна торгівля — 13,6 %, будівництво — 12,0 %.